# Communauté de communes Porte Océane du Limousin
Die Communauté de communes Porte Océane du Limousin ist ein französischer Gemeindeverband mit der Rechtsform einer Communauté de communes im Département Haute-Vienne in der Region Nouvelle-Aquitaine. Der Gemeindeverband wurde mit Wirkung vom 1. Januar 2016 gegründet und umfasst 13 Gemeinden. Der Verwaltungssitz befindet sich im Ort Saint-Junien.

## Historische Entwicklung
Der Gemeindeverband entstand aus der Fusion der Vorgängerorganisationen Communauté de communes du Pays de la Météorite und Communauté de communes Vienne Glane mit Wirkung vom 1. Januar 2016.

## Mitgliedsgemeinden
| Gemeinde                                        | Einwohner 1. Januar 2022 | Fläche km² | Dichte Einw./km² | Code INSEE | Postleitzahl |
| ----------------------------------------------- | ------------------------ | ---------- | ---------------- | ---------- | ------------ |
| Chaillac-sur-Vienne                             | 1.253                    | 15,14      | 83               | 87030      | 87200        |
| Chéronnac                                       | 315                      | 18,90      | 17               | 87044      | 87600        |
| Javerdat                                        | 702                      | 25,52      | 28               | 87078      | 87520        |
| Les Salles-Lavauguyon                           | 157                      | 12,32      | 13               | 87189      | 87440        |
| Oradour-sur-Glane                               | 2.517                    | 38,16      | 66               | 87110      | 87520        |
| Rochechouart                                    | 3.637                    | 53,88      | 68               | 87126      | 87600        |
| Saillat-sur-Vienne                              | 826                      | 6,29       | 131              | 87131      | 87720        |
| Saint-Brice-sur-Vienne                          | 1.651                    | 20,85      | 79               | 87140      | 87200        |
| Saint-Junien                                    | 11.382                   | 56,82      | 200              | 87154      | 87200        |
| Saint-Martin-de-Jussac                          | 567                      | 14,40      | 39               | 87164      | 87200        |
| Saint-Victurnien                                | 1.767                    | 21,04      | 84               | 87185      | 87420        |
| Vayres                                          | 708                      | 38,13      | 19               | 87199      | 87600        |
| Videix                                          | 204                      | 16,63      | 12               | 87204      | 87600        |
| Communauté de communes Porte Océane du Limousin | 25.686                   | 338,08     | 76               | –          | –            |